# ジーノ・サルタマレンダ
ジーノ・サルタマレンダ（Gino Saltamerenda、1902年6月2日 - 1951年9月25日）は、イタリアの俳優。

## 出演作品
- 自転車泥棒